# Менделєєвська (станція метро)
55°46′55.41″ пн. ш. 37°35′55.66″ сх. д. / 55.7820583° пн. ш. 37.5987944° сх. д.
«Менделєєвська» (рос. Менделеевская) — станція Серпуховсько-Тимірязівської лінії Московського метрополітену. Відкрита у складі черги «Чеховська» — «Савеловська» 31 грудня 1988. Названа по розташованому поблизу МХТІ ім. Д. І. Менделєєва (з 1992 року Російський хіміко-технологічний університет імені Д. І. Менделєєва).

## Оздоблення
В оздобленні станційного залу використано білий мармур, підлога викладена сірим і чорним гранітом. Колійні стіни оздоблені вставками зі стилізованими зображеннями деформаційної електронної густини різних бінарних молекул, що на момент споруди станції було передовим краєм квантової хімії. Ідея вставок запропонована співробітниками Менделєєвки, що брали активну участь у розробці дизайну оздоблення станції. Станцію прикрашають оригінальні світильники, конструкція яких нагадує будову кристалічної решітки. Склепіння залів станції спираються на колони через фасонні клинчасті перемички.

## Технічна характеристика
Конструкція станції — колонна трисклепінна глибокого закладення (глибина закладення — 48,5 м.) Радіус бічних залів — 4,25 м, центрального залу — 4,75 м; відстань між осями тунелів — 16,28 м.

## Колійний розвиток
Станція без колійного розвитку.

## Вестибюлі і пересадки
На станції є один північний вестибюль. Виходи через підземні переходи до Новослобідської вулиці. У південній частині станції — перехід на станцію «Новослобідська» Кільцевої лінії.

### Пересадки
- Метростанцію  «Новослобідська»
- Автобуси: м40, 447, с511, с543
- Трамваї: 50